# Sundo (moine)
Sundo (en coréen : 순도) est un moine bouddhiste coréen de la période Koguryŏ. Il est à l'origine de l'introduction de cette religion à la cour du pays en 372 en apportant des images religieuses et des soutra depuis la Chine.

## Sources